# Скользкий путь
«Скользкий путь» (англ. Roadkill) — британский мини-сериал (один сезон, четыре эпизода), политический триллер с Хью Лори в главной роли. Создатель и сценарист сериала Дэвид Хейр, режиссер Майкл Кейлор. Сериал вышел на канале BBC One; первый эпизод был показан 18 октября 2020 года.

## Сюжет
Персонаж Хью Лори — Питер Лоуренс, амбициозный и харизматичный политик, занимающий в британском Кабинете пост министра транспорта, высокопоставленный член Консервативной партии. Его проблема в том, что недоброжелатели начинают вытаскивать на свет малоприятные подробности его жизни — как публичной, так и частной. В какой-то момент компрометирующие героя сведения попадают в прессу, что ставит под угрозу всю его карьеру — но Лоуренс ведет себя хладнокровно, не особо подвержен мукам совести, и продолжает планомерно следовать по избранному пути.
По словам создателя сериала Дэвида Хейра, персонаж Лори, равно как и остальные действующие лица, не имеет реального прототипа в жизни. Хейр говорит, что он создает параллельный мир, не имеющий ничего общего с реальным.

## В ролях
- Хью Лори — Питер Лоуренс
- Хелен Маккрори — Дон Элисон, премьер-министр[6]
- Пиппа Беннетт-Ворнер — Рошел Мейдли, барристер[7]
- Милли Брейди — Лили Лоуренс
- Офелия Ловибон — Сьюзан Лоуренс
- Шалом Брюн-Фрэнклин — Роуз Дитл
- Иэн Де Кэскер — Дункан Нок[8]
- Сара Грин — Чармиан Пеппер
- Саския Ривз — Элен Лоуренс
- Патришия Ходж — лэди Рош
- Оливия Виналл — Джулия Блит, помощник премьер-министра[9]

## Производство
Съемки сериала проходили в Лондоне и Гастингсе.